# May Abel Smith

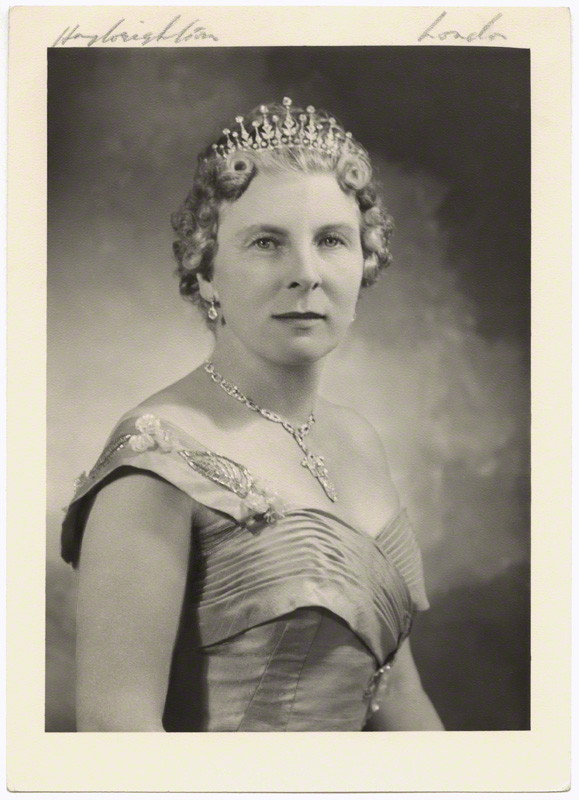
Lady May Abel Smith (1975)

Lady May Abel Smith (geborene Prinzessin May Helen Emma von Teck, * 23. Januar 1906 im Claremont House, Esher, Surrey; † 29. Mai 1994 in Forest Borough, Berkshire, England) war ein Mitglied der britischen Königsfamilie. Sie war eine Urenkelin von Königin Victoria sowie die Nichte von König Georg V. von Großbritannien und dessen Gemahlin Königin Mary. Durch ihre Mutter war Lady May Abel Smith auch mit dem niederländischen Königshaus verwandt.

## Herkunft und Kindheit

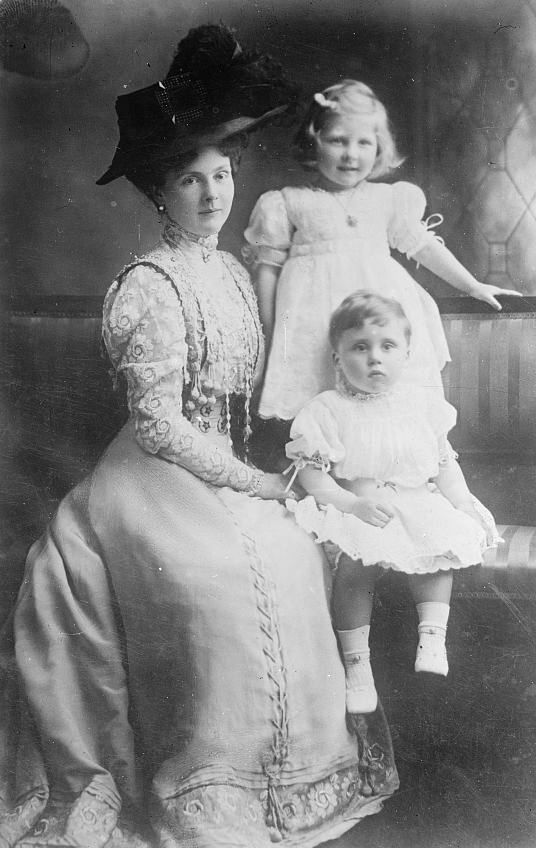
Alice, Countess of Athlone mit ihren Kindern May und Rupert

Die gebürtige Prinzessin May von Teck wurde im Januar 1906 als erstes Kind und einzige Tochter von Prinz Alexander von Teck und Prinzessin Alice of Albany, geboren. Ihre Mutter war die Tochter von Leopold, Duke of Albany, dem jüngsten Sohn Königin Victorias. Prinz Leopold starb bereits 1884, sodass May ihn nie kennenlernte. Königin Wilhelmina der Niederlande war mit ihr verwandt.
Ihr Bruder Rupert wurde 1907 geboren und litt an Hämophilie, der Bluterkrankheit, die er von seiner Mutter geerbt hatte. Dadurch war er beim Spielen und Toben sehr eingeschränkt. Jede kleine Verletzung konnte heftige Blutungen hervorrufen. Der jüngste Bruder Maurice wurde 1910 geboren. Er starb jedoch mit nur sechs Monaten bei einem Besuch in Coburg. Der kleine Prinz fand seine letzte Ruhe auf der Begräbnisinsel des großen Teiches im Schlosspark Gotha.
Aufgrund der anti-deutschen Stimmung in England im Jahre 1917, veranlasste König Georg V., dass er und alle Mitglieder der Königsfamilie auf ihre deutschen Titel verzichteten. Das Königshaus wurde von Sachsen-Coburg und Gotha in den englischen Namen Windsor umbenannt. Das traf auch Prinz Alexander und seine Familie. Er verlor den Titel eines Prinzen von Teck und wurde zum Earl of Athlone ernannt. May, die vorher den Titel Ihre Durchlaucht Prinzessin May von Teck innehatte, führte als Tochter eines Earls von nun an das Höflichkeitsprädikat „Lady May Cambridge“. Ihr Bruder Rupert erhielt den Höflichkeitstitel Viscount Trematon. Da ihre Mutter von Geburt an eine britische Prinzessin war, durfte sie sich weiterhin „Ihre Königliche Hoheit Prinzessin Alice, Countess of Athlone“ nennen.
Lady May war bei gleich drei Hochzeiten in der Westminster Abbey als Brautjungfer tätig. Das erste Mal im Jahre 1919, bei der Hochzeit von Prinzessin Patricia of Connaught mit Captain Hon. Alexander Ramsay. 1922, als die Princess Royal Mary den Viscount Lascelles heiratete und ein Jahr später bei Elizabeth Bowes-Lyon mit dem Duke of York.
Ihr Bruder Rupert starb 1928 an einer Hirnblutung als Folge eines Autounfalls in Frankreich.

## Heirat und Nachkommen

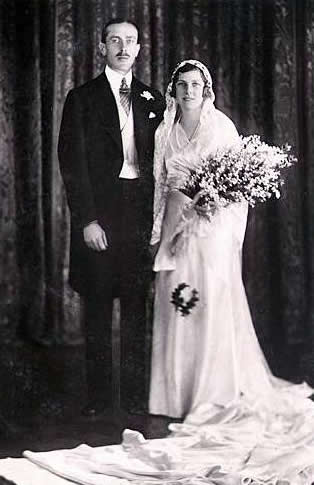
Hochzeit 1931

Sie heiratete am 24. Oktober 1931 Sir Henry Abel Smith in Balcombe, Sussex in der Nähe der Residenz Brantridge Park. Der Urgroßvater ihres Ehemannes war der 9. Earl of Leven.
Brautjungfern auf der Hochzeit waren unter anderem Prinzessin Elisabeth, Alice, Duchess of Gloucester, Prinzessin Sibylla von Sachsen-Coburg und Gotha sowie Prinzessin Ingrid von Schweden.
Aus der Verbindung gingen drei Kinder hervor:
- Anne Mary Sibylla Abel Smith (* 28. Juli 1932) ⚭ 1957–1981 David Liddell-Grainger
- Oberst Richard Francis Abel Smith (* 11. Oktober 1933; † 23. Dezember 2004) ⚭ 1960–2004 Marcia Kendrew
- Elizabeth Alice Abel Smith (* 5. September 1936) ⚭ 1965–1975  Peter Wise

## Gouverneur von Queensland
Ihr Ehemann wurde zum Gouverneur von Queensland in Australien ernannt. Er übte dieses Amt vom 18. März 1958 bis zum 18. März 1966 aus. May nahm zu dieser Zeit die Position einer First Lady ein. Die beiden genossen bei der Bevölkerung große Beliebtheit. Als Zeichen der hohen Wertschätzung bildeten die Menschen am Tag des Abschieds eine Linien-Formation auf dem Weg zum Flughafen in Brisbane.

## Königliche Pflichten und späteres Leben
Lady May selbst nahm keine königlichen Pflichten und Repräsentationsaufgaben wahr, da sie nur fernes Mitglied des Königshauses war. Sie besuchte aber größere Ereignisse wie die Krönung von Königin Elisabeth II. und die Hochzeit von Charles, Prince of Wales mit Lady Diana Spencer.
Ab 1975 zogen sie und ihr Mann sich auf Barton Lodge, Winkfield in Berkshire zurück. Nachdem sie mehr als 60 Jahre eine sehr glückliche Ehe führten, starb Henry im Januar 1993 im hohen Alter von 92 Jahren. May überlebte ihn nur um 16 Monate, sie starb am 29. Mai 1994 mit 88 Jahren. Sie wurde neben ihrem Ehemann in der Royal Burial Ground in Frogmore, nahe Windsor beerdigt. Die Trauerfeier fand am 9. Juni 1994 in der St George’s Chapel (Windsor) statt. Prinzessin Alexandra of Kent und der Duke of Gloucester erwiesen ihr die letzte Ehre.

## Titel
- 1906–1917: Ihre Durchlaucht Prinzessin May von Teck
- 14. Juli – 17. Juli 1917: Miss May Cambridge
- 1917–1931: Lady May Cambridge
- 1931–1994: Lady May Abel Smith